# Apochromaat

Een apochromaat corrigeert chromatische aberratie bij drie golflengten (niet op schaal, effect overdreven)

Verloop van de brandpuntsafstand in een typisch apochromatisch lenzenstelsel als functie van de golflengte van het invallende licht. Verticaal: golflengte in micrometer. Horizontaal: afwijking van de brandpuntsafstand ten opzichte van gewenste waarde, in inch

Onder een apochromaat of apochromatisch lenzenstelsel (Grieks voor vrij van kleuren, kleurloos) verstaat men een optisch systeem, zoals een objectief, waarbij de chromatische aberratie zo veel mogelijk gecorrigeerd is, zodat de brandpuntsafstand zo min mogelijk van de golflengte afhangt. In de oorspronkelijke betekenis is een apochromatisch lenzenstelsel zodanig berekend dat de brandpuntsafstand voor drie golflengten in het zichtbare gebied gelijk is, terwijl dit bij de eenvoudigere achromaat slechts voor twee golflengten het geval is. Daartoe moeten voor de lenzen van een apochromaat ten minste drie verschillende glassoorten worden gebruikt.

## Werking
De lichtstralen worden, afhankelijk van hun golflengte, niet allemaal even sterk door een lens gebroken (zie ook Dispersie), waardoor zij niet precies in hetzelfde beeldpunt terechtkomen. Er ontstaan onscherpte en kleurrandjes. Deze afbeeldingsfout wordt chromatische aberratie genoemd.
De werking van een achromatisch lenzenstelsel berust op het feit dat de verhouding tussen brekingsindex en dispersie voor verschillende optische glassoorten verschillend is, hetgeen beschreven wordt door hun verschillende Abbegetallen. Als deze verhouding gelijk zou zijn, zou het niet mogelijk zijn de chromatische aberratie van lenzenstelsels te corrigeren. De resterende kleurfout van een achromaat wordt beschreven door een maat die het verschil tussen de brandpuntsafstanden bij drie golflengtes beschrijft, het zogenaamde secundaire spectrum.
Door ten minste drie glassoorten te gebruiken, kan het secundaire spectrum sterk worden gereduceerd. Daartoe moet ten minste één lens uit optisch glas (of een ander materiaal) met bijzondere disperise-eigenschappen worden gemaakt, zoals fluoriet, langkroonglas (fluorkroonglas) of kortflintglas. Langkroonglas heeft een hoge deeldispersie in het kortgolvige (blauwe) deel van het spectrum, dat wil zeggen dat de brekingsindex daar veel sterker van de golflengte afhangt dan in het langgolvige (rode) deel van het spectrum. Kortflintglas heeft daarentegen in het kortgolvige gebied een relatief geringe deeldispersie. Dergelijke speciale glassoorten zijn nodig om het secundaire spectrum te beïnvloeden. Bij gewone glassoorten hangt de deeldispersie nauw samen met de algehele dispersie (getal van Abbe). Met alleen dergelijke glassoorten kan het secundaire spectrum niet wezenlijk worden geëlimineerd.
Daar het verloop van de brekingsindices van de beschikbare materialen niet voldoende verschillen, zijn voor een volledig elimineren van het secundaire spectrum sterk gekromde oppervlakken nodig, wat weer andere afbeeldingsfouten verstrekt respectievelijk de effectieve lichtsterkte beperkt. Een ander nadeel van apochromatische correctie is de prijs. Omdat voor veel toepassingen  apochromatische correctie niet strikt nodig is, neemt men vaak genoegen met een aanzienlijke reductie van het secundaire spectrum, in plaats van dit geheel te elimineren. Dergelijke lenzensystemen worden soms halfapochromaten genoemd, maar veelal maakt men geen onderscheid en worden ze eveneens apochromaten genoemd.

## Astronomie
De klassieke manier om resterende kleurfouten van lenzenkijkers, zoals lenzentelescopen, te vermijden, was om in verhouding tot de apertuur steeds langere brandpuntsafstanden te kiezen. Pas de behoefte aan compactere en lichtsterkere telescopen (f/8 of korter) leidde tot vraag naar de aanzienlijk duurdere apochromaten. Deze bestaan meestal uit drie lenzen, waarvan er twee of drie opeen worden gekit of met olie samengevoegd kunnen zijn. Voor grotere telescopen is het goedkoper om in plaats van een apochromaat spiegels te gebruiken. Deze hebben helemaal geen chromatische aberratie.

## Microscopie
Daar microscoopobjectieven voor sterke vergrotingen altijd met een grote opening (numerieke apertuur) werken om voldoende scheidend vermogen te verkrijgen, is de chromatische aberratie hier zeer storend. De ontwikkeling van apochromatische objectieven door Zeiss bood hier dan ook een grote verbetering. Microfotografie stelt nog bijkomende eisen aan de vlakheid van het beeldvlak, ook langs de randen. Objectieven die ook dit bieden, heten planapochromaten; deze werden in 1938 door Zeiss ontwikkeld.

## Fotografie en kijkers
In de fotografie worden objectieven met (deels) gecorrigeerd secundair spectrum veelal gekenmerkt door de afkorting „apo”. Daarbij gaat het in de eerste plaats om hoogwaardige, lichtsterke teleobjectieven. Vooral bij fotograferen met grote diafragmaopening wordt hier een merkbaar betere afbeeldingskwaliteit bereikt. Deze objectieven zijn echter zelden echte apochromaten. Sterke correctie van het secundaire spectrum is alleen dan zinvol wanneer ook de andere afbeeldingsfouten in vergelijkbare mate worden gecorrigeerd. Dat is echter veel moeilijker te bereiken, waardoor een dergelijk objectief duur wordt. Alleen iets voor wie een dergelijke afbeeldingskwaliteit in de praktijk zinvol acht.
Fabrikanten als Zeiss, Leica, Nikon en andere leveren bepaalde verrekijkers die eveneens van apochromatische technologie gebruikmaken. Deze kijkers zijn iets zwaarder dan vergelijkbare zonder APO, en zijn aanzienlijk duurder. De betere kleurkwaliteit en het hogere contrast zijn duidelijk, en deze zijn bij astronomische waarnemingen haast onmisbaar.